# Charles Crichton-Stuart
Charles Patrick Colum Henry Crichton-Stuart (ur. 10 marca 1939 w Londynie, zm. 2 lipca 2001) – brytyjski kierowca wyścigowy.

## Biografia
Ten szkocki arystokrata był wnukiem Johna Crichtona-Stuarta, 5. markiza Bute. Wykształcenie odebrał w prywatnej szkole w Ampleforth, po czym służył jako pilot w Royal Air Force. W 1961 zrezygnował z tej roli po tym, gdy zdiagnozowano u niego głuchotę. W 1962 roku nabył używanego Coopera, którym uczestniczył w różnych edycjach Formuły 3: włoskiej, brytyjskiej, francuskiej i wschodnioniemieckiej. Początkowo ścigał się Lotusem 22 i Cooperem T67 w barwach Anglo Scottish Racing Team. W sezonie 1965 dołączył do zespołu Stirling Moss Auto Racing Team (SMART). W tamtym roku wygrał wyścigi Prix de Paris oraz Grand Prix NRD. W sezonie 1966 zdobył mistrzostwo Temporada F3 Argentina i wygrał zawody Sesqua Centennial ale po nieudanej kampanii europejskiej wycofał się z początkiem 1967 roku.
W 1967 roku ożenił się z Shirley Anne Field i został wyszkolony na pilota cywilnego. W 1977 roku Frank Williams, z którym Crichton-Stuart dzielił mieszkanie w połowie lat 60., nakłonił go, aby dołączył do jego zespołu. W Williamsie Crichton-Stuart był odpowiedzialny za pozyskiwanie sponsorów. Brytyjczyk zdołał pozyskać wsparcie z Bliskiego Wschodu, co pomogło w ustanowieniu Williamsa wiodącą siłą Formuły 1 pierwszej połowy lat 80. W 1984 roku Crichton-Stuart dołączył do TAG, zaś w roku 1985 podjął współpracę z zespołem Haas Lola. Pomagał również swojemu kuzynowi Johnny'emu Dumfriesowi podczas startów w niższych formułach. Następnie osiadł na Filipinach, gdzie przeszukiwał wraki statków. Zmarł na zawał serca w 2001 roku.